# کالینوویتسه (استان اوپوله)
کالینوویتسه (به لهستانی:  Kalinowice) یک روستا در لهستان است که در گمینا ستژلتسه اوپولسکیه واقع شده‌است. کالینوویتسه  ۴۰۰ نفر جمعیت دارد.